# 레드 타겟
《레드 타겟》(영어: Red Line)은 미국에서 제작된 존 쇼그런 감독의 1996년 액션 영화이다. 채드 매퀸이 주연과 제작을 맡았다.

## 출연
- 채드 매퀸
- 돔 덜루이즈
- 마이클 매드슨
- 록새나 잘
- 잰마이클 빈센트
- 코리 펠드먼
- 로버트 즈다
- 줄리 스트레인
- 척 지토
- 조 에스테베즈
- 론 제러미

## 기타 제작진
- 공동 제작: 조시 실버
- 협력 제작: 잰마이클 빈센트, 로버트 즈다
- 배역: 채드 매퀸, 존 쇼그런, 스콧 질
- 의상: 앨리슨 로스